# 加藤勉
加藤 勉（かとう つとむ、1929年 - 2013年11月6日）は、日本の建築構造学者。東京大学名誉教授。東大退官後は東洋大学工学部教授。他、長年にわたり、財団法人熔接研究所代表をしていた。鋼構造建築物の座屈問題、終局挙動の研究において国際的に活躍。90年代後半には日本建築学会特別検討課題検討会幹事も務めた。

## 人物
1970 年代初めアメリカに長期滞在しリーハイ大学のビードル教授やミネソタ大学のギャランボス教授と親交を深め、功績として日本の鋼構造建築の発展における牽引し鋼構造の文字通りの第一人者として、建築構造の最も重要な部分を解明し応用できる形に整備し、大きな役割果たし、鋼構造の設計規準を、当時はアメリカ風に荷重・耐力係数設計法と呼んでいた限界状態設計法にするための作業を始めていた。日本の設計法も確率論を取り入れて合理的な形にしていき、今日の日本での限界状態設計法の第一歩として1986 年に「鋼構造荷重耐力設計法試案」を発刊。
この他、1970年頃から建築分野で耐風構造の研究に取り組む。
著書に学生のための教育図書と実務者のための技術支援図書を数多く執筆。「固有値問題」（1967年）「構造工学研究」（東大出版会、1969年）「鉄骨構造」 (建築構造学大系18、彰国社、1971年）「鉄骨構造の耐震設計」（1983年）「仮想仕事の原理と応用」(鹿島出版会、2013）など多数。
翻訳に「ガリレオ・ガリレイの『二つの新科学対話』静力学について」（現代工学の解説付）

## 略歴
尋常小学校から海軍兵学校予科へ進学し、旧制高校を経て1953年、東京大学工学部建築学科卒業。大学院に進学し1958年工学博士は、新制の第1回生で同年東京大学講師。1959年、東京大学助教授。1968年、東京大学教授。1990年、定年退官。東洋大学へ。

## 受賞歴
1972 年に「鋼構造の塑性耐力に関する研究」で昭和47年度日本建築学会賞（論文）。
1975 年には「東京海上ビル旧館の振動および破壊実験」で日本コンクリート工学協会賞。
1989 年には「高性能鋼材の高層建築への適用」で日本鉄鋼協会浅田賞。
2002年に「建築構造学、特に鉄骨構造の研究・教育と発展に対する貢献」で日本建築学会賞大賞を受賞している。
2013年に瑞宝中綬章を受章。